# Erik 14. af Sverige
Erik 14. (født 13. december 1533, død 26. februar 1577) var konge af Sverige 1560-1568. Han var søn af Gustav Vasa og Katarina af Sachsen-Lauenburg, bror til Johan 3. og Karl 9. samt onkel til kongerne Sigismund og Gustav 2. Adolf. Gift i juli 1567 med Karin Månsdotter (1550-1612).
Erik 14. var en veluddannet og pragtlysten renæssancefyrste. Han lå i strid med sine halvbrødre især Johan, som han holdt fængslet 1563-1567.
I 1563 førte strid om dominans i Norden til Den Nordiske Syvårskrig med Danmark-Norge samtidig med, at han var i konflikt med den svenske adel. 
Han knyttede sig tæt til rådgiveren Jöran Persson, som lader til at have ønsket en mere aggressiv politik mod højadelen. Persson så alligevel gerne, at Erik ægtede en datter fra en af de førende familier, som Gustav Vasa havde gjort to gange. Krigen gik dårligt og sluttede uafgjort, men blev fejret som en uomtvistelig sejr. Under krigen havde Erik dels beordret, dels iagttaget meningsløse grusomheder. 
Erik udviklede en sygelig mistænksomhed og i 1567 fængslede han i Uppsala en del af Sture-slægten. Man forsøgte at gennemføre en rettergang, styret af Jöran Persson, men ikke engang anklagerne er klare. Baggrunden for den kaotiske rettergang synes at være Eriks frygt for Sture-slægtens popularitet i adel og befolkning. 
En  dag løb han i vanvid ind i fængslet og myrdede Nils Sture og fik vagten til at slå andre ihjel: rigsforstander Sten Stures søn Svante Sture, dennes to sønner Nils og Erik, samt to andre adelsmænd. Derefter brød Eriks psykiske sygdom ud for alvor, og han flygtede til fods fra Uppsala. Drabene kaldes "Sturemordene". Erik erkendte sin skyld og betalte bod. Han skrev åbent om sin sygdom. Og Jöran Persson blev fængslet og anklaget for at have anstiftet mordene, men blev snart genindsat i sin position som kongens nærmeste personlige rådgiver. Det så således ud som om Erik profiterede af mordene 
Efter at han havde forsøgt at fri til bl.a. Elizabeth 1. af England og Renate af Lorraine giftede han sig med sin samlever, den ikke-adelige unge kvinde Karin Månsdotter. Da hun fødte en søn, som han døbte Gustav, afkrævede han den ret af adelen, at han måtte gifte sig med enhver svensk eller udenlandsk kvinde, uanset hendes stand. Og han forberedte kroningen af Karin. For at betale bryllup, dåb og kroning af den nye dronning krævede han de penge retur, som han havde betalt de myrdedes efterkommere. Af frygt for halvbroderen Johans politiske ambitioner havde han fængslet både Johan og hans polske hustru Katarina Jagellonica - en straf som kostede deres førstefødte, Isabella, livet. 
Johan og Karl gjorde oprør i 1568 og belejrede Erik i Stockholm. Han måtte overgive sig og blev fængslet. I 1569 erklærede stænderne ham for afsat. Han døde i fængslet på borgen Örbyhus, formentlig forgivet på ordre fra sin bror kong  Johan 3.  Han var tidligt blevet skilt fra dronning Karin, der i fængslet anklagede Erik for mord og for at at have ødelagt sine børns liv.
Eriks skæbne er brutal og enestående. Men manden Erik Gustavsson var en avanceret renæssanceæstet. Han skrev digte, komponerede, og de værelser, han lod indrette i sin kongetid, er enestående eksempler på den fuldt udfoldede højrenæssance. Hans enke Karin fik len i Finland og klarede sig fint som godsejer. Sønnen Gustav døde ung i eksil.
Den danske vise fra 1564, "Mageløs's Endeligt" handler om Erik 14. 